# Квазират
Квазират (франц. Quasi-guerre) је био необјављени рат који се одиграо од 1798. године до 1801. године између Америке, Батавијске републике и Велике Британије са једне стране и Француске републике и Шпаније са друге. 

## Увод
У току Наполеонових ратова, француски гусари преплавили су мора и водили акције против британског поморског саобраћаја. Како дипломатски преговори са Француском нису завршени успехом, Конгрес САД је 28. маја 1798. године одлучио да без објаве рата отпочне војна дејства против француских гусара. 9. јула исте године ова одлука проширена је и на француске ратне бродове. Овај поморски рат није формално објављен ни касније. 

## Почетак рата
Ратна морнарица САД располагала је почетком рата са 3 фрегате и већим бројем наоружаних трговачких бродова (до краја рата преко 1000). Њена дејства олакшавало је садејство са британским ратним бродовима. Француска ратна морнарица имала је у водама Западне Индије само неколико ратних, али много гусарских. Главно војиште било је Карипско море. Крајем 1798. године Америчка ратна морнарица у водама Западне Индије располагала је знатним снагама организованим у 4 групе, ојачане делом и наоружаним бродовима. Бој између америчке и француске фрегате, 9. 2. 1799. године био је један од најзначајнијих судара у овом рату. Бољом тактиком и прецизнијом ватром Американци су успели да победе у овом првом ватреном крштењу и да заробе француску фрегату. 

## Врхунац рата
Рат је достигао врхунац 1800. године, када се проширио и на воде Далеког истока. У свему, у стотинама мањих и већих окршаја, Американци су заробили или уништили око 85 француских бродова. Губици америчке трговачке флоте, који су само у последњој години Квазирата износили 300 бродова, нагло су се смањили. 

## Крај рата
При крају рата Америчка ратна морнарица бројала је око 40 бродова. Мировни уговор потписан је у Морфонтену у Француској октобра 1800. године, а САД су га ратификовале 3. 2. 1801. године. Овај рат је указао Американцима на потребу ратне морнарице ради заштите прекоморског саобраћаја, а из тога је произашла и прва афирмација САД на мору.